# ÷ (álbum)
÷ (pronunciado "divide") é o terceiro álbum de estúdio do cantor e compositor britânico Ed Sheeran. Foi lançado em 3 de março de 2017, através da Asylum Records. Os dois primeiros singles do disco, "Shape of You" e "Castle on the Hill", foram lançados em 6 de janeiro de 2017. A digressão de divulgação do álbum, a ÷ Tour, iniciou-se em 16 de março de 2017, na Itália.

## Antecedentes
Em 13 de dezembro de 2015, Sheeran anunciou através de suas redes sociais que estava impondo a si mesmo um hiato delas, comentando que estava "a ver o mundo por uma tela e não por meus próprios olhos". Além disso, o cantor confirmou que gastaria seu tempo no estúdio a compor seu terceiro álbum. Nessa altura, com metade do disco completa, ele afirmava ser "a melhor coisa que já fiz desde sempre". Exatamente um ano após seu anúncio, o inglês atualizou todos os seus perfis com uma imagem somente em azul, para divulgar seu retorno à música. Em 1 de janeiro de 2017, o artista terminou seu hiato ao anunciar que "música nova" seria lançada cinco dias depois. No dia 12 do mesmo mês, Sheeran revelou a capa, a lista de faixas e a data de lançamento de ÷.

## Singles
"Shape of You" e "Castle on the Hill", os dois primeiros singles do disco, foram lançados simultaneamente na madrugada de 6 de janeiro de 2017. Durante a semana pré-lançamento, Sheeran postou várias imagens e vídeos com prévias das faixas, incluindo trechos dos instrumentais e das letras.
Duas canções, sem serem singles, foram lançadas antes da divulgação do álbum completo. Sheeran anunciou em sua conta do Twitter que "How Would You Feel (Paean)" seria lançada em 17 de fevereiro de 2017, e uma versão acústica ao vivo de "Eraser" foi lançada no canal SB.TV no YouTube em 28 de fevereiro de 2017.
O terceiro single, "Galway Girl", foi lançado a 17 de março de 2017, duas semanas depois do lançamento do álbum. Em 21 de agosto de 2017, a Billboard anunciou que "Perfect" seria o quarto single do álbum. A canção foi enviada para a rádio top 40 em 26 de setembro de 2017.
Em 27 de abril de 2018, a canção "Happier" foi lançada como o quinto single do álbum na Itália.

## Desempenho comercial
Logo na semana de lançamento, ÷ chegou ao nº 1 no Reino Unido, onde conseguiu um sucesso estrondoso. Nesse território, o álbum obteve 672 mil unidades equivalentes de vendas, das quais 62% corresponderam a álbuns físicos, 26% a downloads e 12% ao streaming. Isto fez de ÷  o álbum de um artista masculino a solo que obteve os melhores números de sempre no Reino Unido, no que toca ao seu desempenho comercial, na sua primeira semana de disponibilidade. Em termos gerais, apenas 25 (2015), de Adele, e Be Here Now (1997), da banda Oasis, com 800 mil e 696 mil cópias vendidas respectivamente, obtiveram melhores resultados na sua primeira semana de vendas. Além disso, logo na primeira semana, ÷ chegou à dupla platina no Reino Unido. Ainda relativamente à primeira semana de ÷ - o terceiro LP de Sheeran a alcançar o nº 1 do seu país natal, depois de x (2014) e + (2011) -, o álbum obteve números superiores ao resto do top 500 combinado. Mais: os álbuns x e + subiram à 3ª e 4ª posição da tabela de álbuns do país na primeira semana de vendas de ÷, valendo ao intérprete natural de Halifax outro feito raramente alcançado: o de três álbuns no top 5 na mesma semana.
÷ conseguiu a proeza inédita de colocar 16 faixas no top 20 de singles e 9 no top 10 (a única exceção foi a colaboração entre o duo The Chainsmokers e a banda Coldplay, "Something Just Like This", no nº 7) e também a de ocupar todo o top 5. ÷ passou a ser álbum com mais temas que visitaram o top 10 da tabela de singles britânica (10, incluindo "How Would You Feel (Paen), que alcançou o 2º posto anteriormente ao lançamento de ÷ e que na primeira semana de vendas do álbum obteve o 11º lugar). Com isto, Sheeran ultrapassou o recorde anterior, que pertencia a 18 Months, de Calvin Harris, álbum que colocou nove temas no top 10 britânico.
Na tabela britânica de venda de álbuns em vinil, a primeira semana de vendas de ÷ correspondeu à maior semana de vendas de um álbum neste formato em mais de 20 anos, no Reino Unido.
Relativamente aos números do streaming no Reino Unido, o 3º longa-duração de estúdio de Ed Sheeran também alcançou outro recorde: passou a deter o título de álbum com maior número de reproduções nos serviços de streaming na sua primeira semana de disponibilidade. Isto bateu o recorde alcançado precisamente na semana anterior, pelo rapper londrino Stormzy, com Gang Signs & Prayer. Um feito maior que esse foi o de ÷ ter dado a Sheeran o título de artista mais ouvido em um único dia no Spotify. No Global Top 50 desse serviço de streaming áudio - o líder a nível mundial -, Sheeran emplacou cinco músicas entre as 10 primeiras posições. 
Na semana de lançamento do álbum, a faixa de ÷ que conseguiu a entrada mais alta na tabela de singles britânica foi "Galway Girl" - um tema que aborda as raízes irlandesas de Sheeran -, que chegou ao nº 2. Na mesma semana, esse mesmo tema culminou na tabela de singles da Irlandesa, país cuja tabela de álbuns ÷ liderou logo na primeira semana, obtendo aí melhores resultados que o resto do top 40 todo junto. Ainda na Irlanda, a faixa bônus "Nancy Mulligan", um tema que conta a história dos avós irlandeses de Sheeran, chegou ao terceira colocação da tabela de singles.
Para além do Reino Unido e Irlanda, o álbum também alcançou logo na semana de estreia a liderança das tabelas de álbuns da Alemanha, da Áustria, da Espanha, da Flandres, da Noruega, dos Países Baixos, da Polônia, da Suécia, da Suíça, da Itália, de Portugal (liderando também, simultaneamente, a tabela de singles portuguesa, com "Shape of You", um feito raro - o do domínio da tabela de álbuns e de singles por parte de um único artista, na mesma semana - desde a introdução da nova tabela portuguesa de singles, em janeiro de 2016) da Austrália e da Nova Zelândia, entre outros países.
Em julho de 2017, ÷ conseguiu uma 14ª semana no nº 1 da parada de álbuns britânica. Com isto, Sheeran alcançou um novo recorde pessoal, pois o seu álbum de originais anterior, +, havia passado 13 semanas no primeiro lugar daquela tabela. No mesmo mês, ÷ ultrapassou o número de um bilhão (mil milhões) de reproduções nos serviços de streaming por áudio nos EUA
O álbum ganhou o prêmio de Álbum do Ano no Japan Gold Disc Award de 2018.

## Recepção da crítica
| Críticas profissionais | Críticas profissionais |
| Pontuações agregadas   | Pontuações agregadas   |
| Fonte                  | Avaliação              |
| ---------------------- | ---------------------- |
| Metacritic             | 62/100                 |
| Avaliações da crítica  |                        |
| Fonte                  | Avaliação              |
| AllMusic               | [ 17 ]                 |
| The Arts Desk          | [ 18 ]                 |
| Consequence of Sound   | C-                     |
| The Daily Telegraph    | [ 20 ]                 |
| Entertainment Weekly   | B-                     |
| The Guardian           | [ 22 ]                 |
| The Independent        | [ 23 ]                 |
| NME                    | [ 24 ]                 |
| Pitchfork              | 2.8/10                 |
| Rolling Stone          | [ 26 ]                 |

÷ recebeu uma pontuação no Metacritic de 62 (de 100) com base em 17 avaliações, indicando "revisões geralmente favoráveis". Maura Johnston, da Rolling Stone, fez uma crítica de quatro estrelas, comentando que "Ed ainda está exibindo conhecimentos pop em Divide" e continua dizendo que "se dobra na mistura do hip-hop bravado e composições diárias que o ajudaram a sair na virada da década. Roisin O'Connor do The Independent, também deu ao álbum uma classificação de quatro estrelas, alegando que "[o álbum] se apoia em pequenas partes do próprio talento de Sheeran" e que foi "espantoso por sua pura ambição." Jordan Bassett da NME, descreveu o álbum como "uma coleção que, de alguma forma, adere ao seu modelo pop perfeito... ao mesmo tempo em que é silenciosamente esquisito", e que o álbum é "simpático", "garantido mas despretensioso e às vezes difícil de entender." Mark Kennedy, da Associated Press, depois de comentar sobre os "passos em falso" do álbum, disse que "é certo adicionar ouvintes, subtrair alguns de sua inconsistência, mas definitivamente multiplicar sua conta bancária" e, finalmente, chamar Sheeran de "um talento especial".
Algumas revisões foram desfavoráveis; Harriet Gibsone, da The Guardian, deu ao álbum uma classificação de duas estrelas de cinco, chamando-o de "não menos calculista do que seus pares no mais alto nível do estrelato pop". Em uma crítica negativa de 2,8 de 10, Laura Snapes, da Pitchfork, afirmou que: "considerando que ele [Sheeran] está entre os compositores mais bem-sucedidos do mundo, muitas de suas letras nem sequer escaneiam". Em outra crítica negativa, escrevendo para o Drowned in Sound, David Hillier deu uma nota 3/10, chamando-o de "o álbum pop mais anódino e sem graça possível".

## Lista de faixas
| N.º            | Título                           | Compositor(es)                                                                                            | Produtor(es)                   | Duração |  |
| 1.             | "Eraser"                         | Ed Sheeran, Johnny McDavid                                                                                | McDaid, Sheeran[A]             | 3:47    |  |
| 2.             | "Castle on the Hill"             | Sheeran, Benjamin Levin                                                                                   | Benny Blanco                   | 4:21    |  |
| 3.             | "Dive"                           | Sheeran, Levin, Julia Michaels                                                                            | Blanco                         | 3:58    |  |
| 4.             | "Shape of You"                   | Sheeran, Steve Mac, McDaid, Kandi Burruss, Tameka Cottle, Kevin Briggs[C]                                 | Mac, Sheeran[A]                | 3:53    |  |
| 5.             | "Perfect"                        | Sheeran                                                                                                   | Will Hicks, Sheeran, Blanco[B] | 4:23    |  |
| 6.             | "Galway Girl"                    | Sheeran, Amy Wadge, Damian McKee, Eamon Murray, McDaid, Liam Bradley, Niamh Dunne, Sean Graham, Foy Vance | Mike Elizondo                  | 2:50    |  |
| 7.             | "Happier"                        | Sheeran, Ryan Tedder, Levin                                                                               | Blanco                         | 3:27    |  |
| 8.             | "New Man"                        | Sheeran, Ammar Malik, Jessie Ware, Levin                                                                  | Blanco                         | 3:09    |  |
| 9.             | "Hearts Don't Break Around Here" | Sheeran, McDaid                                                                                           | Sheeran, McDaid                | 4:08    |  |
| 10.            | "What Do I Know?"                | Sheeran, McDaid, Vance                                                                                    | Sheeran, McDaid                | 3:57    |  |
| 11.            | "How Would You Feel (Paean)"     | Sheeran                                                                                                   | Sheeran                        | 4:40    |  |
| 12.            | "Supermarket Flowers"            | Sheeran, McDaid, Levin                                                                                    | Blanco, McDaid, Sheeran[A]     | 3:41    |  |
| Duração total: | Duração total:                   | Duração total:                                                                                            | Duração total:                 | 46:14   |  |

| Faixas bônus da edição deluxe |                  |                                                                    |                            |         |  |
| N.º                           | Título           | Compositor(es)                                                     | Produtor(es)               | Duração |  |
| 13.                           | "Barcelona"      | Sheeran, Wadge, Levin, Vance, McDaid                               | Sheeran, Blanco            | 3:11    |  |
| 14.                           | "Bibia Be Ye Ye" | Sheeran, Levin, Joseph Addison, Nana Richard Abiona, Stephen Woode | Sheeran, Blanco, KillBeatz | 2:56    |  |
| 15.                           | "Nancy Mulligan" | Sheeran, Wadge, Vance, McDaid, Murray Cummings, Levin              | Sheeran, Blanco            | 2:59    |  |
| 16.                           | "Save Myself"    | Sheeran, Wadge, Timothy McKenzie                                   | Sheeran, Labrinth          | 4:07    |  |
| Duração total:                | Duração total:   | Duração total:                                                     | Duração total:             | 59:27   |  |

Notas
A  - denota co-produtores
B  - denota produtores adicionais
C  - aos três últimos foram atribuídos créditos de composição devido às semelhanças entre "Shape of You" e "No Scrubs", a fim de evitar possíveis acusações de plágio.
Créditos adicionais
- "Dive" contém um solo de guitarra por Angelo Mysterioso (Eric Clapton)
- "Dive", "Happier" e "New Man" apresenta vocais de apoio de Jessie Ware
- "Dive" possui vocais de apoio de Julia Michaels
- "New Man" contém vocais adicionais por Francis Farewell Starlite
- "How Would You Feel (Paean)" apresenta um solo de guitarra por John Mayer

## Desempenho nas tabelas musicais
| Tabela musical (2017)                                  | Melhor posição |
| ------------------------------------------------------ | -------------- |
| Alemanha (Media Control Charts)                        | 1              |
| Argentina (CAPIF)                                      | 2              |
| Austrália (ARIA Charts)                                | 1              |
| Áustria (Ö3 Austria Top 40)                            | 1              |
| Bélgica (Ultratop 50 da Flandres)                      | 1              |
| Bélgica (Ultratop 40 da Valônia)                       | 2              |
| Canadá (Canadian Albums Chart)                         | 1              |
| Croácia (Hrvatska Diskografska Udruga)                 | 1              |
| Dinamarca (Tracklisten)                                | 1              |
| Escócia (The Official Charts Company)                  | 1              |
| Espanha (Productores de Música de España)              | 1              |
| Eslováquia (IFPI Slovenská Republika)                  | 1              |
| Estados Unidos (Billboard 200)                         | 1              |
| Finlândia (IFPI Finlândia)                             | 1              |
| França (Syndicat National de l'Édition Phonographique) | 1              |
| Irlanda (Irish Recorded Music Association)             | 1              |
| Itália (Federazione Industria Musicale Italiana)       | 1              |
| Japão (Oricon)                                         | 5              |
| Noruega (VG-lista)                                     | 1              |
| Nova Zelândia (Recorded Music NZ)                      | 1              |
| Países Baixos (MegaCharts)                             | 1              |
| Reino Unido (UK Albums Chart)                          | 1              |
| Chéquia (IFPI Česká Republika)                         | 1              |
| Suécia (Sverigetopplistan)                             | 1              |
| Suíça (Schweizer Hitparade)                            | 1              |
| Taiwan (Five Music)                                    | 1              |
| Portugal (Associação Fonográfica Portuguesa)           | 1              |

| Paradas (2017)                 | Melhor Posição |
| ------------------------------ | -------------- |
| Bélgica (Ultratop Flanders)    | 1              |
| Bélgica (Ultratop Wallonia)    | 4              |
| Canadá (Billboard)             | 1              |
| Países Baixos (MegaCharts)     | 1              |
| Nova Zelândia (RMNZ)           | 1              |
| Estados Unidos (Billboard 200) | 4              |

| País (Empresa)             | Certificação |
| -------------------------- | ------------ |
| Alemanha (BVMI)            | 5× Ouro      |
| Austrália (ARIA)           | 6× Platina   |
| Áustria (IFPI Áustria)     | Platina      |
| Bélgica (BEA)              | Platina      |
| Canadá (Music Canada)      | 4× Platina   |
| Dinamarca (IFPI Dinamarca) | 4× Platina   |
| Estados Unidos (RIAA)      | 2× Platina   |
| França (SNEP)              | 3× Platina   |
| Hungria (MAHASZ)           | 3× Platina   |
| Itália (FIMI)              | 3× Platina   |
| Nova Zelândia (RMNZ)       | 6× Platina   |
| Polónia (ZPAV)             | 3× Platina   |
| Reino Unido (BPI)          | 8× Platina   |